# Завод азотних добрив у Чирчику
Завод азотних добрив у Чирчику — виробничий майданчик, який діє на сході Узбекистану.
Виробничий майданчик заснували як «Чирчикський електрохімічний комбінат» за єдиним проєктом зі спорудженням двох гідроелектростанцій чирчикського каскаду — Чирчикської та Таваксайської. Вироблена останніми електроенергія використовувалась для електролізу води з отриманням водню, після чого реакцією останнього з азотом продукували аміачну селітру. Це виробництво стало до ладу в 1940-му.
Вже у 1941-му почалось будівництво другої черги, що мала випускати аміак методом конверсії газів, отриманих унаслідок газифікації вугілля киргизького Сулюктинського родовища. Також в якийсь момент як сировину для газифікації почали використовувати кокс, поставки якого організували з Кузбасу. Друга черга стала до ладу в 1944-му, при цьому ще в 1942-му запустили цех концентрованої азотної кислоти (можливо відзначити, що найпоширеніший метод отримання цієї кислоти використовує як сировину аміак, а одним із застосувань нітратної кислоти є виробництво аміачної селітри шляхом реакції все з тим же аміаком).
У 1945-му в межах атомного проєкту в Чирчику запустили цех виробництва важкої води електрохімічним методом, а дещо пізніше перевели це виробництво на технологію низькотемпературної ректифікації рідкого водню.
В 1950-х так само у Чирчику почав роботу металургійний завод Узбецького комбінату тугоплавких та жаростійких металів, який споживав постачені з заводу азотних добрив водень високої чистоти, нітратну кислоту та аміак. 
У 1961-му виробництво аміаку перевели з вугілля на природний газ, який став надходити до регіону по трубопроводу БГР — Ташкент.
Подальший розвиток майданчику відбувався шляхом:
- введення в 1964-му цеху карбаміду (продукт реакції аміаку та діоксиду вуглецю);
- запуску в 1972-му виробництва слабкої азотної кислоти;
- введення в 1980-му виробництва капролактаму річною потужністю 80 тисяч тонн (фактично — не більше 60 тисяч тонн), при цьому супутнім продуктом стало ще одне азотне добриво — сульфат амонію;
- запуском у 1984-му другої установки виробництва аміаку;
- запуском в 1987-му нового цеху концентрованої азотної кислоти;
- введенням в 1988-му нового цеху аміачної селітри, що дозволило наступного року зупинити застаріле виробництво цього продукту;
- запуском в 1988-му другої установки слабкої азотної кислоти та модернізації в 1989-му агрегату, запущеного в 1970-х роках.
В якийсь момент виробництво капролактаму зупинили, втім, зберегли частину виробничого ланцюжка, що дає змогу продукувати сульфат амонію.
У 2011-му ввели в дію цех нітрату амонію низької щільності потужністю 60 тисяч тонн на рік.
Наразі річна проєктна потужність майданчику становить 696 тисяч тонн аміаку (з них 450 тисяч за рахунок установки, введеної у 1980-х роках), 150 тисяч тонн концентрованої та 662 тисячі тонн слабкої азотної кислоти, 450 тисяч тонн аміачної селітри, 270 тисяч тонн карбаміду та 294 тисячі тонн сульфату амонію.
З 2007-го 49 % акцій підприємства належить іспанській компанії Maxamcorp, тоді як 51 % залишився за узбецькою державною Uzkimyosanoat.